# Emil Maximilian Dingler

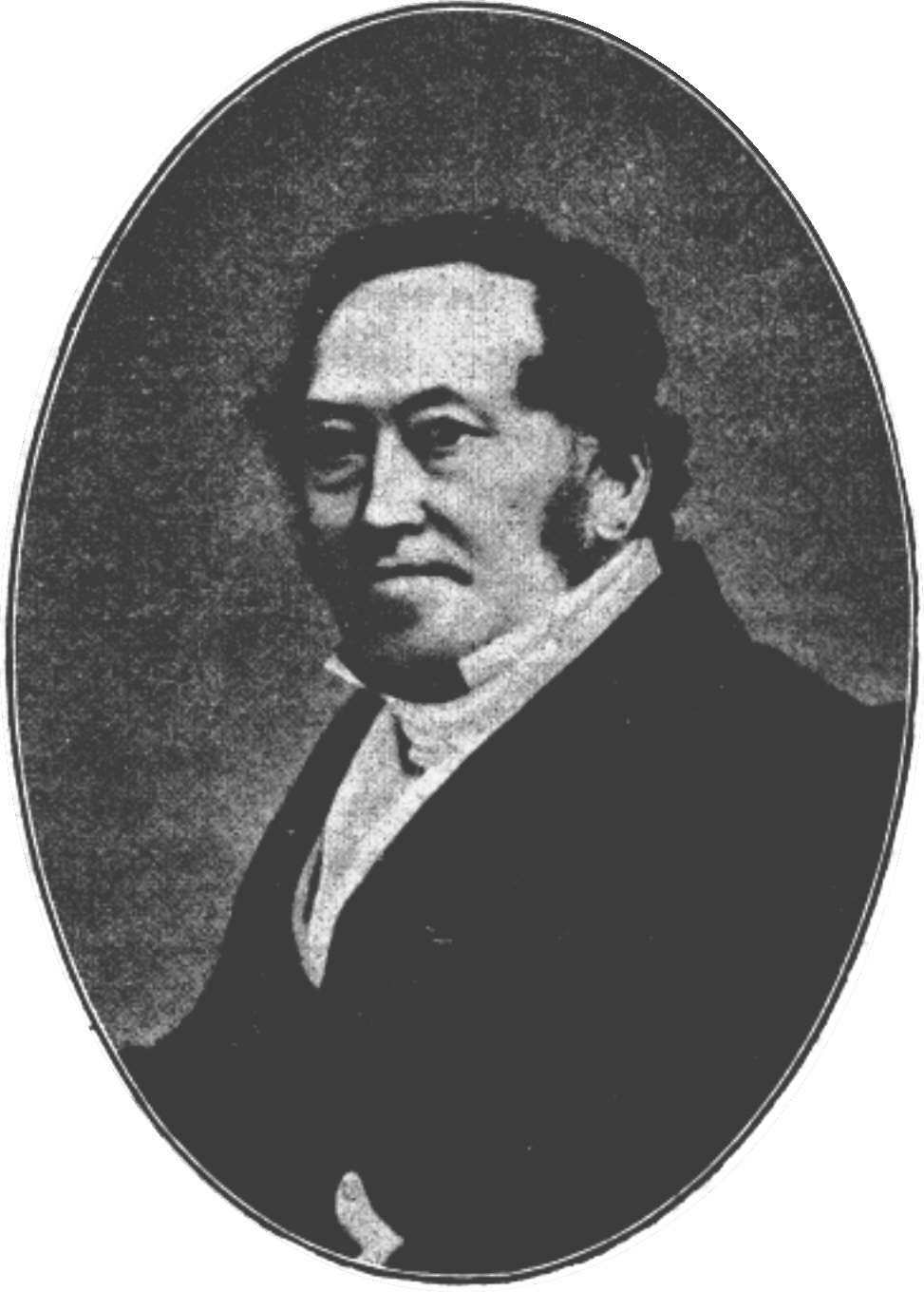
Emil Maximilian Dingler

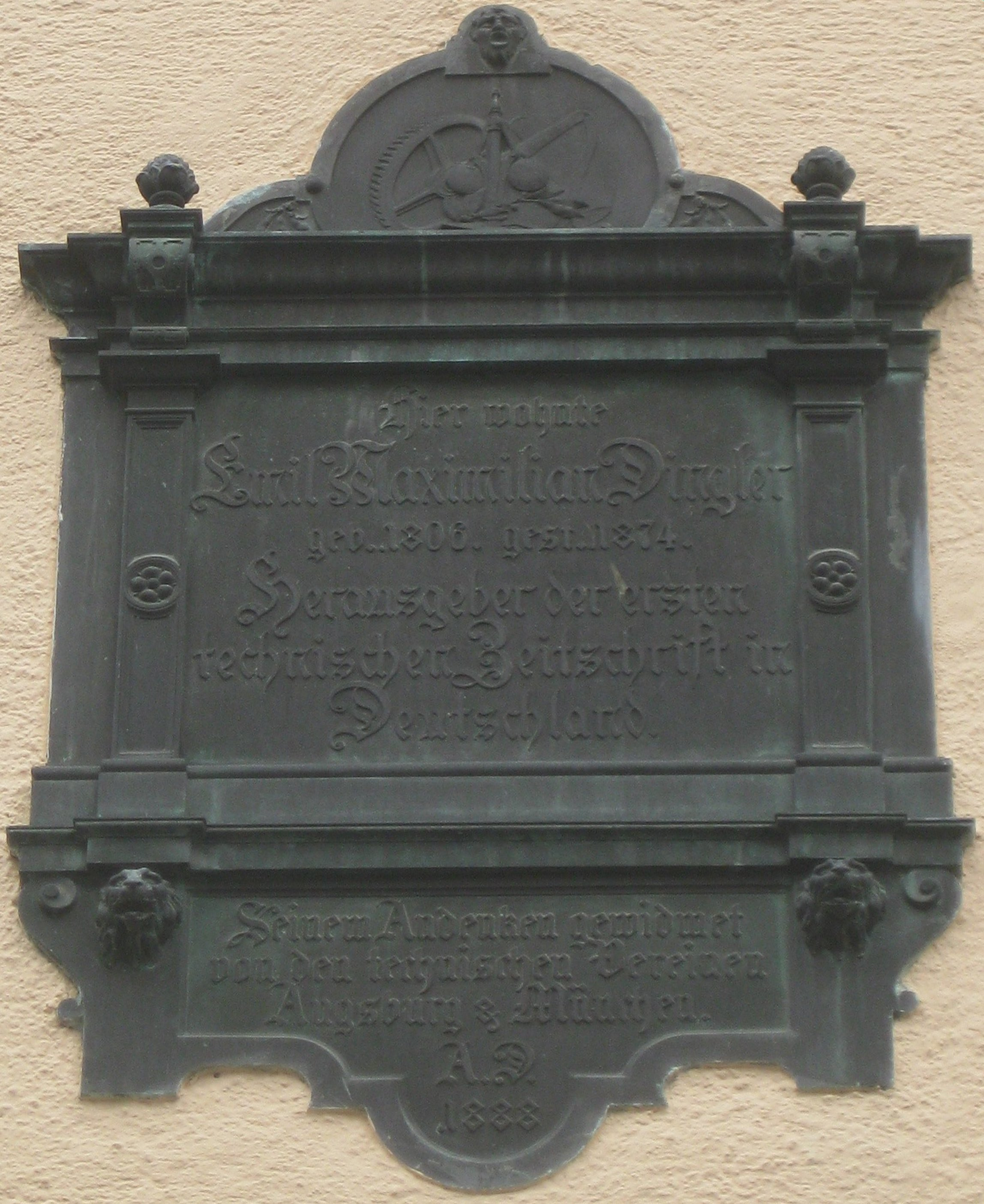
Gedenktafel am Wohnhaus von Emil Maximilian Dingler in Augsburg, heute Peutingerstraße 25

Emil Maximilian Dingler (* 10. März 1806 in Augsburg; † 9. Oktober 1874 ebenda) war ein deutscher Chemiker und Fabrikant, sowie Herausgeber des Polytechnischen Journals (ab 1855 Dinglers Polytechnisches Journal), die erste technische Zeitschrift Deutschlands.

## Biografie
Er war der Sohn von Johann Gottfried Dingler (1778–1855), dem Begründer des Journals. Emil Dingler absolvierte das Gymnasium in Augsburg und begann schon im Herbst 1822 mit dem Studium von Physik und Chemie. Er studierte zunächst in Landshut, dann in Erfurt, Berlin und Göttingen bis 1826. 1829 erwarb er in Erlangen die Doktorwürde. Danach brach er zu einer Studienreise durch Frankreich, Belgien, England, Schottland, die Niederlande und Deutschland auf, damals die technisch führenden Nationen. 1831 begann seine Mitarbeit im Journal, ab 1840 (Ausgabe 78) war er bis zur Ausgabe 214, die er noch kurz vor seinem Tod 1874 redigierte, allein verantwortlich. 
1839 überarbeitete er Grundriss der Färberei und des Zeugdrucks von Jean-Baptiste Vitalis und gab eine gänzlich umgearbeitete 2. Auflage heraus.